# أنجيلا أكونا براون
أنجيلا أكونيا براون (بالإسبانية: Ángela Acuña Braun)‏، المعروفة أيضًا بـأنجيلا أكونيا دو شاكون (2 أكتوبر 1888 – 10 أكتوبر 1983)، محامية كوستاريكية، ورائدة وسفيرة في حقوق المرأة، كانت أول امرأة تتخرج محاميةً في أمريكا الوسطى. تيتمت بعمر 12 عامًا، وترعرعت لدى خالتها وخالها، والتحقت بالمدرسة الابتدائية، وبدأت دراستها الثانوية في كوستاريكا. تابعت دراستها في فرنسا وإنجلترا، وتعرفت على أفكار حقوق المرأة. عادت إلى كوستاريكا في عام 1912، ونشرت مقالات داعمة لمساواة المرأة. التحقت بمدرسة البنين أو المدرسة الثانوية حيث اجتازت البكالوغيا، التي تُعد شرطًا أساسيًا لدخول كلية الحقوق. شرعت بدراسات القانون في عام 1913 حتى نالت درجة البكالوريوس في عام 1916. حين مُنعت النساء من دخول هذه المهنة، قدمت أكونيا على الفور إصلاحًا للقانون المدني ليسمح بذلك، وجرى الاعتماد عليه.
في ما يتعلق بالمطالبة بحق النساء في التصويت، ضغطت أكونيا على المشرعين ليمنحوا المرأة حق التصويت، ولكنها لم تنجح في الحصول على مطالبها لسنوات عديدة. بعد أن أقامت عامين في الولايات المتحدة وحضرت مؤتمرات لدعم حقوق المرأة، عادت إلى كوستاريكا في عام 1923 وأسست رابطة النسويات الكوستاريكيات، وذلك في أثناء متابعتها دراساتها في الحقوق. في عام 1925، نالت درجة الإجازة بمرتبة الشرف، لتصبح أول امرأة محامية ليس فقط في كوستاريكا، بل في كامل أمريكا الوسطى. بين عامي 1926 و1928، درست تربية الطيور في بروكسل ثم عادت إلى كوستاريكا لتتزوج. ركزت ممارستها القانونية على حقوق المعلمات المتقاعدات، ولكن تمحور اهتمامها الأساسي حول الضغط من أجل التقدم في مجال حقوق المرأة ومراجعة القانون المدني لحماية الأطفال. أسست أكونيا جمعية النساء الجامعيات في كوستاريكا وفروع لكل من طاولة الدول الأمريكية المستديرة، واتحاد النساء الأمريكيات، ورابطة المرأة العالمية للسلام والحرية.
في مهنتها الدبلوماسية اللاحقة، عملت أكونيا مندوبةً لكوستاريكا في لجنة المرأة لعموم أمريكا بين عامي 1941 و1954. في عام 1958، عُيّنت سفيرة لمنظمة الولايات الأمريكية (أو إيه إس)، حيث عملت لمدة عامين، قبل أن تصبح أحد الأعضاء الافتتاحيين للجنة الدول الأمريكية لحقوق الإنسان (آي إيه سي إتش آر)، وبقيت في اللجنة حتى عام 1972. كان تخصصها القانوني في مجال القانون الدولي لحقوق الإنسان، بما في ذلك حماية النساء والأطفال. أجرت العديد من الدراسات عن القانون وتطبيقاته على النساء والأحداث. ركزت معظم كتاباتها على القضايا القانونية، لكنها عملت لمدة عقدين على موسوعة لنساء كوستاريكا وأسست صحيفتين نسويتين. كُرّمت بجائزة الخدمة القديرة للوطن في عام 1982 لخدمتها البلاد.

## نشأتها
وُلدت أنجيلا أكونيا براون في الثاني من أكتوبر عام 1888 في مدينة كارتاغو للزوجين أديلا براون بونيلا ورامون أكونيا كورالز. انحدر والد أمها، المدعو خوان براون روسلر، من أصل ألماني. بعد أن تُوفي والدها عام 1894 وتبعته والدتها بعد ست سنوات، ترعرعت أكونيا في كنف خالتها رافييلا براون بونيلا وخالها الجنرال رافاييل فيليغاس أرانغو. التحقت بـمدرسة البنات العليا ن°2 الابتدائية، وتُسمى حاليًا مدرسة خوليا لانغ، ثم درست في المدرسة الثانوية للبنات بين عامي 1901 و1905. في عام 1906، حصلت أكونيا على منحة للدراسة في باريس في مؤسسة موريل دو فو للشابات، التي تكفلت بالطلاب الأجانب بين عامي 1890 و1920. عاشت في فرنسا، ولاحقًا في بلجيكا، مع وزير كوستاريكا المفوض، الماركيز مانويل ماريا دي بيرالتا، وزوجته، الكونتيسة جوزفين جيهان دي كليرمبو دو سور، وكانت أرستقراطية بلجيكية. بين عامي 1909 و1910، درست في معهد الدير في لندن وتعلمت كل ما يخص حركة حق النساء في التصويت في أوروبا.
عادت أكونيا إلى كوستاريكا في عام 1912 لتواصل تعليمها ولكنها لم تتمكن من دراسة القانون، إذ لم تمنحها الثانوية شهادة البكالوغيا التي كانت شرطًا أساسيًا لدخول كلية الحقوق. بمساعدة خالها الجنرال فيليغاس، وروبيرتو برينس ميسين الذي أصبح لاحقًا وزيرًا للتعليم، التحقت بمدرسة كوستاريكا بصفتها الطالبة الأنثى الوحيدة، واضعة نصب عينيها نيل القبول في العلوم الإنسانية. بدأت بنشر المقالات في المجلات والصحف، تحت اسم مستعار أحيانًا، مطالبةً بمساواة المرأة. بحلول نهاية عام 1912، أصبحت أول امرأة في المدرسة تحصل على البكالوغيا، ما سمح لها بالبدء بدراسة الحقوق عام 1913. نظرًا إلى عدم وجود جامعة، أعطت منظمة المحامين الكوستاريكيين الحصص في كلية الحقوق والامتحان النهائي المطلوب للتخرج. خلال دراستها، أسست في عام 1915 مجلة فيغارو، ودعت الكتاب من أنحاء الأمريكتين للمشاركة في النقاشات حول مساواة المرأة، وذلك قبل أن تتخرج في عام 1916 بشهادة البكالوريوس في الحقوق. لم تكن هناك أي قوانين تمنع النساء من الحصول على درجة في الحقوق، لكن منعتهن التشريعات من مزاولة المهنة. نتيجة لذلك، قدمت أكونيا اقتراحًا للكونغرس الكوستاريكي لإصلاح القانون المدني، ووقعت عليه الهيئة التنفيذية في 7 يونيو عام 1916. سمح قانون أنجليتا أكونيا، الذي سُمي به المرسوم 11 للكونغرس، للنساء أن يصبحن وكلاء قانونيين، ويعملن نوابًا، ويصبحن شهودًا. 

## حياتها المهنية

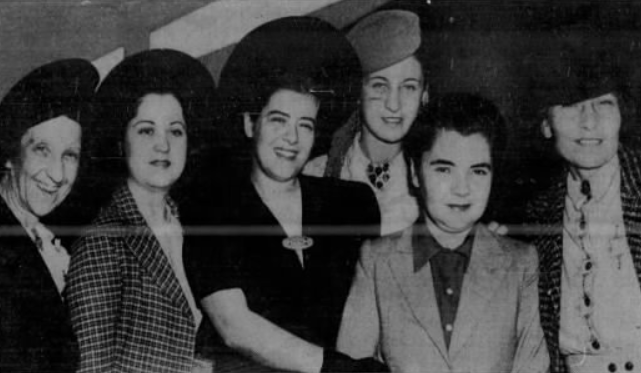
أنجيلا أكونا براون في جولة النوايا الحسنة بين أمريكا اللاتينية والولايات المتحدة، 1939

### نشاط حقوق المرأة (1917-1925)
في عام 1917، أقنعت أكونيا رئيس محرري الإصلاحات في الدستور الكوستاريكي المشرع ذاك العام، أليخاندرو ألفارادو غارسيا، لتضمين لغة تسمح بمشاركة محدودة للنساء في عملية التصويت. وأفاد الاقتراح بأن المرأة لتكون مؤهلة للتصويت يجب أن تكون ضمن السن القانوني ومحترمة، وأن تكون قد أتمت المدرسة الابتدائية، وأن تملك أصولًا تُقدّر بنحو ثلاثة آلاف كولون، أو أن تكون أرملة وأمًا لأربعة أطفال أو أكثر، وأن تكون مسجلة في مقاطعتها الأم. عارض نواب السلطة التأسيسية اللغة دون النظر إليها بجدية، وانتُقدت أكونيا بشدة بسبب أفكارها الراديكالية. حين أُجبِر الرئيس فيديريكو تينوكو جرانادوس على الاستقالة في عام 1919، قدم الرئيس المنتخب خوليو أكوستا غارسيا مقترحًا إلى الكونغرس يسمح للنساء المواطنات الأصليات أو المجنسات اللاتي أتممن عشرين عامًا على الأقل بالتصويت في انتخابات البلدية وأن يُنتخَبن في مجالس المدينة. رفض الكونغرس المقترح مجددًا. في حين كانت أكونيا تؤيد حق المرأة في التصويت، وفرص التعليم، والأجر المساوي، وعدم دفع الضرائب إذا كان غير مسموح لها بأن تكون مواطنة، لم تكن أكونيا راديكالية أو تصادمية. آمنت بأن التعليم والحقوق ضروريان للنساء ليحققن واجبهن ويكنّ أمهات لأطفالهن ويساهمن في المجتمع عبر السمو بالنسيج الأخلاقي للبلاد. كغيرها من نسويات عهدها الكثيرات، لم تركز على المساواة بين جميع النساء، بل ركزت على اللاتي كنّ ضمن الطبقات الوسطى والعليا.
في عام 1919، أصبحت أكونيا أول امرأة تعمل في وزارة التعليم، ولكن في عام 1921، غادرت إلى الولايات المتحدة لأسباب صحية. في عام 1922، حضرت مؤتمر الرابطة الوطنية للنساء الناخبات في بالتيمور مع سارة كاسال دي كويروس، بالإضافة إلى مؤتمر المرأة لعموم أمريكا في نيويورك، الذي ترأسته كاري تشابمان كات رئيسة التحالف الدولي لحق المرأة بالتصويت. شددت مود وود بارك، التي شاركت في المؤتمر أيضًا، على الحاجة إلى تنظيم النساء على امتداد القارة الأمريكية، ودفعت بمندوبي المؤتمر لتشكيل جمعية عموم أمريكا للتقدم بالنساء، وهي مؤسسة سليفة للجنة المرأة الوطنية في عموم أمريكا ولجنة البلدان الأمريكية للمرأة. عادت بعد عامين إلى كوستاريكا، حيث واصلت كتاباتها ومطالبتها بحقوق المرأة، واستأنفت في نفس الوقت دراستها في القانون. في عام 1923، دعت النسوية المكسيكية إيلينا آريزماندي ميخيا، التي كانت تعيش في نيويورك وتنشر مجلة فيمينيزمو إنترناسيونال (النسوية الوطنية)، النساء من كافة أنحاء العالم لإنشاء فروع للرابطة العالمية لنساء ليبيريا وأمريكا اللاتينية في 12 أكتوبر من ذلك العام. نتيجة لذلك، أسست أكونيا والعديد من المعلمات اللاتي شاركن في إضراب المعلمين عام 1919 ضد إدارة الرئيس تينوكو بسبب انتهاكاته لقانون العمال رابطةَ النسويات الكوستاريكيات (إل إف سي)، وهي أول منظمة نسوية في كوستاريكا. انتُخبت أكونيا رئيسة للرابطة، وانتُخبت إستر دي مازرفيل نائبًا للرئيس وآنا روزا شاكون أمينًا للسر. شملت المعلمات الأخريات اللاتي انضممن إلى الإضراب وحركة حق المرأة بالتصويت كلًّا من ماتيلدا كارانزا، وليليا غونزاليز، وكارمين لايرا، وفيكتوريا مادريغال، وفيتاليا مادريغال، وماريا أورتيز، وتيودورا أورتيز، وإستر سيلفا، وآندريا فينيغاس. حين اقترحت وزارة التعليم زيادة رواتب المعلمين الذكور فقط في عام 1924، شنت أكونيا حملة مطالبةً بحصول المعلمين والمعلمات على الأجر نفسه، بغض النظر عن جنسهم. شاركت أيضًا في قضية تحريات الأبوة لضمان حقوق الميراث وحماية الأطفال، بغض النظر عما إذا كانوا ذرية شرعية أم لا.